# Обозов Микола Миколайович
Обозов Микола Миколайович (2 листопада 1941 , СРСР  — 14 серпня 2018 ) - радянський психолог, спеціаліст в галузі соціальної психології, учень Б.Г. Ананьева. Ректор, доктор психологічних наук, професор, Академік Міжнародної Академії психологічних наук, Балтійської педагогічної Академії, Міжнародної кадрової Академії.

## Біографія
Закінчив Ленінградський державний університет ім. Жданова по спеціальності "Психологія". У 1979 році захистив докторську дисертацію на тему "Психологія міжособистісної взаємодії". 1985-1990 рр. - член спеціалізованої ради із захисту кандидатських дисертацій при Інституті психології Міністерства освіти УРСР (Україна). Упродовж 1987-1990 рр. проживав у Києві, де вже очолював регіональну спеціалізовану раду по захисту кандидатських та докторських дисертацій по спеціальностям: загальна психологія та історія психології; психологія праці та інженерна психологія; соціальна психологія, соціологія та психологія особистості. Рада приймала захисти у трьох республік: Україну, Молдову, Білорусь.

## Дослідження та досягнення у галузі
Основні напрями досліджень та інтересів:
- загальна психологія
- диференційна психологія
- соціальна психологія
- організаційна психологія

Став відомим як психолог-науковець, що вперше у галузі вивчив і диференціював явище сумісності та спрацьованості, ввів поняття спрацьованість. Створив оригінальну концепцію типології особистості, за якою люди поділяються на мислителів, співрозмовників та практиків. Розробляв апаратурно-технічне моделювання спілкування, спільної діяльності, співпраці, суперництва, міжгрупової конкуренції.

## Книги та наукові роботи
За життя опублікував більше 150 наукових робіт. Серед яких найвідомішими є :
- "Психологія міжособистнісних відносин"[1]
- "Психологія курування групою"
- "Психологія менеджмента"
- "Психологія конфлікту"[2]
- "Типи особистості, темперамент та характер"[3]
- "Системний підхід до розвитку професійної компетентності"[4]